# Archiearis origanicus
Archiearis origanicus là một loài bướm đêm trong họ Geometridae.